# Hongbuk-eup
Hongbuk-eup (koreanska: 홍북읍) är en köping i kommunen Hongseong-gun i provinsen Södra Chungcheong i Sydkorea, 110 km söder om huvudstaden Seoul.
I Hongbuk-eup ligger den centrala administrationen för provinsen Södra Chungcheong. Den ligger i det nya stadsområdet Naepo i norra delen av Hongbuk-eup.
Hongbuk-eup erhöll status som köping 1 augusti 2017, dessförinnan hade den status som socken, Hongbuk-myeon (홍북면).